# کاترپیلار دی۹

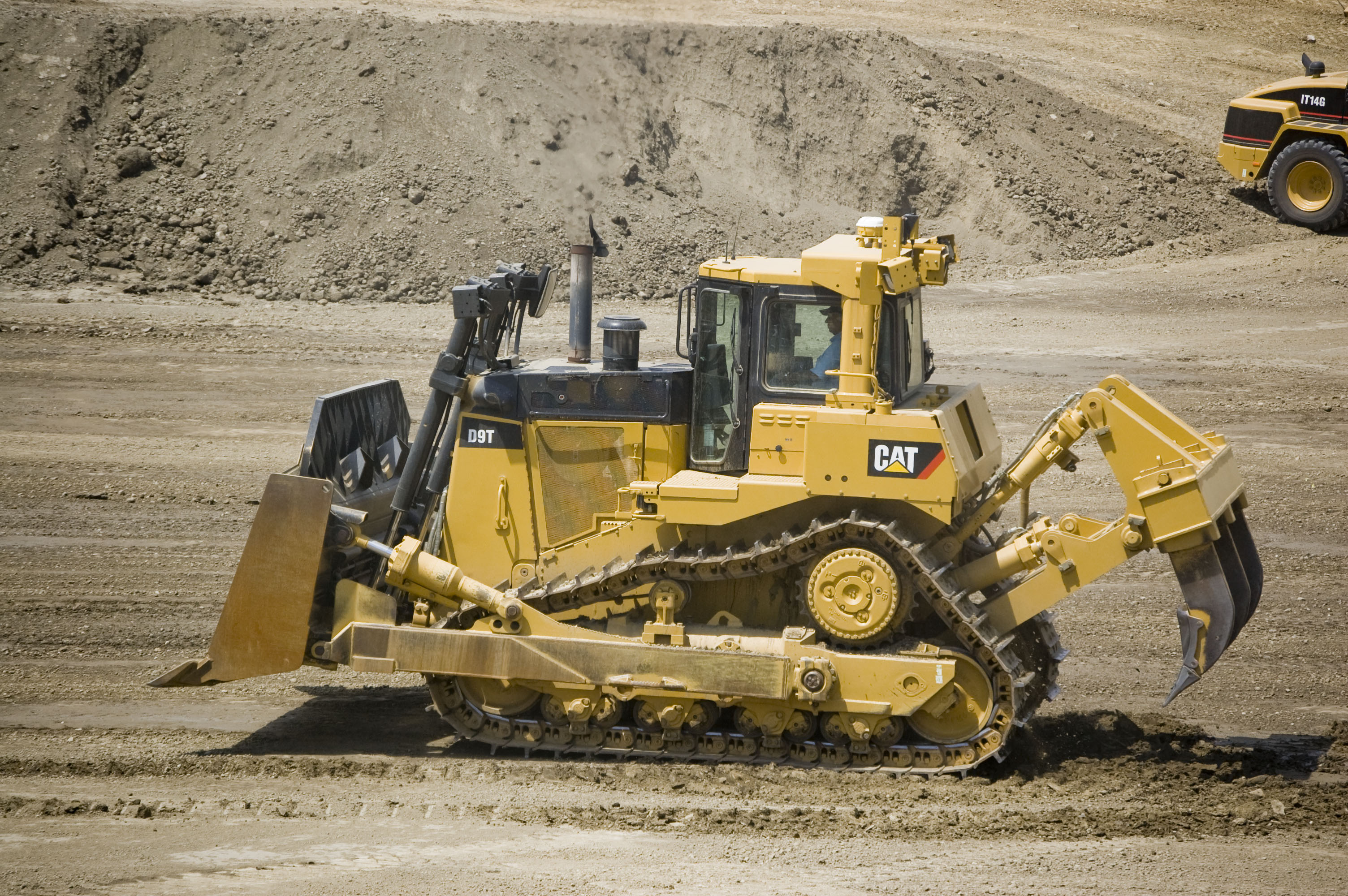

کاترپیلار دی۹ یک بولدوزر عظیم‌الجثه از خانواده تراکتور و ساخت کمپانی کاترپیلار می‌باشد.